# Getijdenboek van Albrecht van Brandenburg

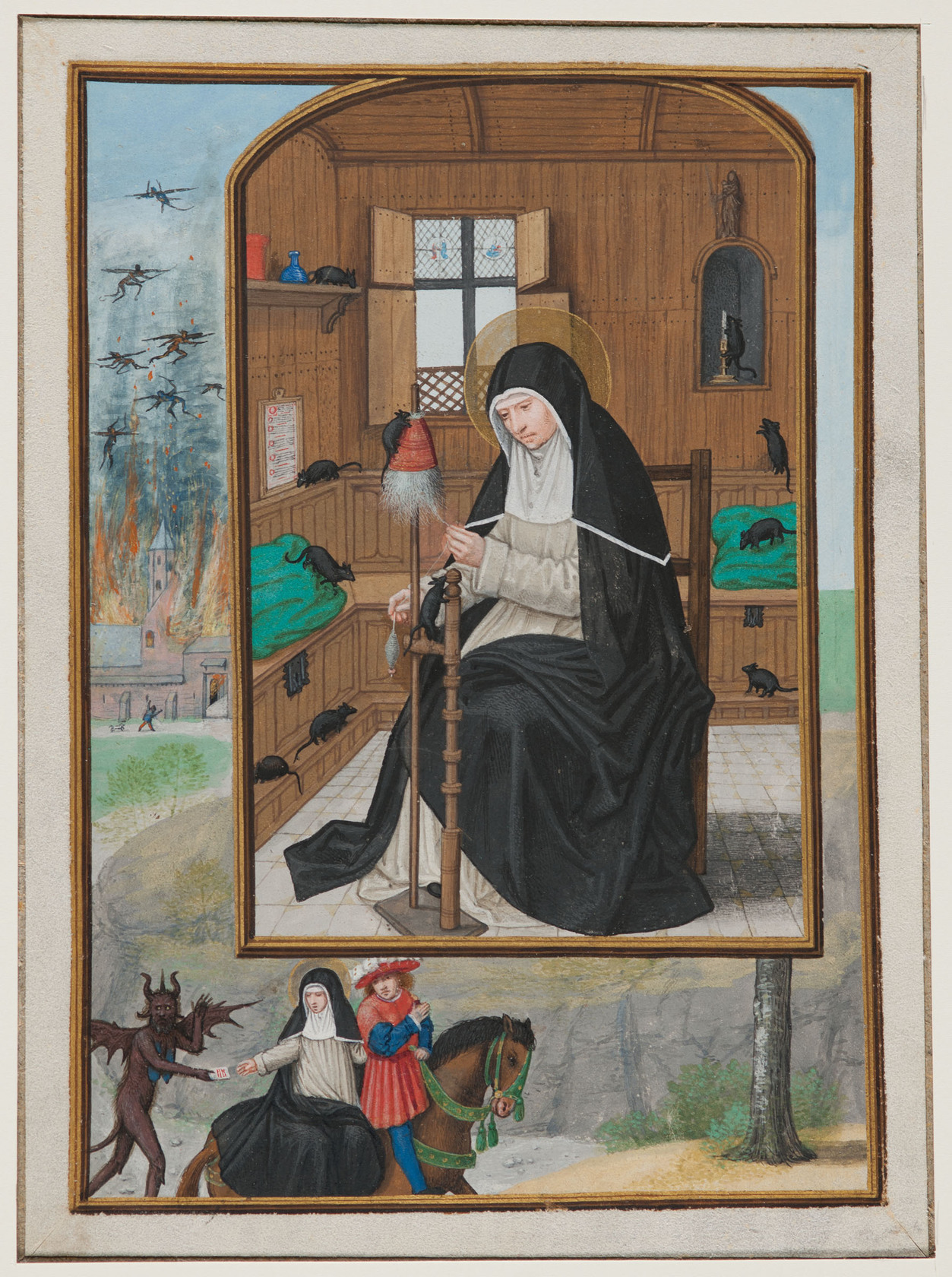
Simon Bening, De heilige Gertrudis, los folium uit het Getijdenboek van Albrecht van Brandenburg

Het Getijdenboek van Albrecht van Brandenburg is een verlucht getijdenboek dat omstreeks 1522 in Brugge gemaakt werd voor  kardinaal Albrecht van Brandenburg door Simon Bening. 
Het handschrift opent met een miniatuur met de wapens van de kardinaal en portretten van hem zijn te vinden op f22r in volume I en op ff.123r en 288v van volume II. De datering berust op de pauselijke wapens van Adrianus VI op f123r wat een terminus post quem geeft van 1522-1523.

## Codicologische beschrijving
Het handschrift bestaat uit twee volumes van respectievelijk 294 en 298 perkamenten folia. De afmetingen van de folia zijn 216 x 145 mm, de volbladminiaturen zijn 176 x 123 mm groot. De Latijnse tekst is geschreven in één kolom van 17 lijnen per blad. De twee volumes bevatten 51 grote miniaturen waarvan er 43 worden toegeschreven aan Simon Bening. De grote miniaturen zijn geplaatst in een kader met zes lijnen tekst onderaan. Het kader is omsloten door versierde marges. Daarnaast bevatten de volumes nog 42 gehistorieerde marges en 30 versierde marges.
Er zijn 42 randen aangetroffen van folia die uit het handschrift gesneden werden. Het moet hier om volbladminiaturen gaan gezien er heen hiaten in de tekst zijn. De verwijderde folia bevonden zich tegenover de grote miniaturen met tekst en marges. Alleen in de Mariagetijden in volume I zijn volbladminiaturen bewaard gebleven.

## Geschiedenis
Het getijdenboek werd gemaakt voor Albrecht van Brandenburg. In 1856 was het in het bezit van Frederick, de vierde markies van Londonderry. Daarna werd het verkocht aan William Waldorf Astor (1848-1919), eerste burggraaf van Astor. Via diens erfgenamen kwam het terecht  in de Astor schenking in de Bodleian Library in Oxford in 1965. Op 21 juni 1988 werd het geveild bij Sotheby’s in Londen en aangekocht door J. R. Ritman voor zijn Bibliotheca Philiosophica Hermetica in Amsterdam. Ritman verkocht het getijdenboek op een veiling bij Sotheby’s in Londen op 19 juni 2001 aan de National Library of New Zealand. 
Een deel van de volbladminiaturen werd uit het handschrift verwijderd in Rome in 1856 door en apart verkocht. Verschillende daarvan bevinden zich vandaag in diverse musea en privécollecties.

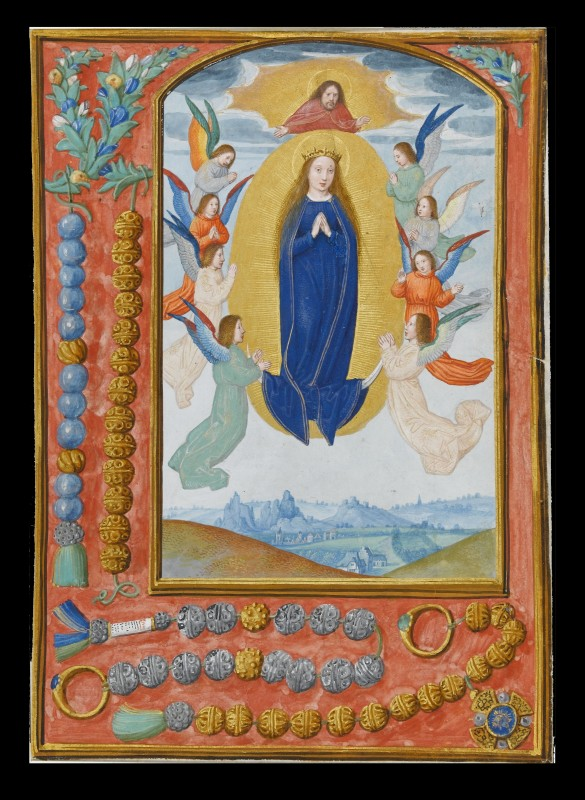
Simon Bening, De hemelvaart van Maria, los folium uit het Getijdenboek van Albrecht van Brandenburg

## Verluchting
De opbouw en stijl van het getijdenboek was zeer vergelijkbaar met het Gebedenboek van Albrecht van Brandenburg. De belangrijke secties van de tekst werden ingeleid met een volbladminiatuur op de versozijde van een blanco folium. Op de tegenoverliggende rectozijde stond er een tekstblok met een grote miniatuur en zes lijnen tekst en een gehistorieerde of een versierde marge. De marges waren versierd in de Gent-Brugse stijl met gekleurde achtergrond waarop zeer gedetailleerd realistische bloemen, insecten, vogels, slakken, juwelen, parels, schelpen, vazen en dergelijke meer werden afgebeeld. De volbladminiatuur zelf was ook gekaderd in een versierde of gehistorieerde marge. 
Bening gebruikte een rijk en gevarieerd palet met loodwit, azuriet, loodtingeel, vermiljoen, minium, en aard-pigmenten voor bruine, rode en gele tinten. Daarnaast gebruikte hij organische kleurstoffen voor roze en geel. Natuurlijke kopersulfaten werden gemengd met loodtingeel om allerlei groene tinten te maken. Hij gebruikte ook veel bladgoud als achtergrond maar ook voor details in de miniatuur.
Bening baseerde zich voor zijn werk op modellen van Vlaamse oorsprong zoals de Weense meester van Maria van Bourgondië (MS 294e Fitzwilliam) en Gerard David waarover hij kon beschikken en op werken van Albrecht Dürer (Ms 294d Fitzwilliam) en Martin Schongauer, en op werken van Jan Van Eyck (Ms 294b Fitzwilliam).  De figuren op zijn miniaturen zijn groot en dikwijls gezien in close-up. Zijn composities tonen figuren in de directe voorgrond, dikwijls in halve- of driekwart lengte. Door zijn modelleringstechnieken zijn ze zeer sculpturaal weergegeven.

## Web links
- Leaves from the Hours of Albrecht of Brandenburg, Fitzwilliam Museum
- St. Gertrude de Nivelles, Carnegie Museum of Art, Pittsburgh, PA